# Молдован, Саша
Саша Молдован (при рождении Шая Гдальевич Шнайдер, англ. Sacha Moldovan; 4 ноября 1901, Кишинёв, Бессарабская губерния — 17 мая 1982, Нью-Йорк) — американский художник пост-импрессионистского направления.

## Биография
Саша Молдован родился под именем Шая (уменьшительно Алёша и Саша) Шнайдер в Кишинёве, в семье Гдальи Шаи-Шимоновича Шнайдера (1869, Кишинёв — ?) и Буни Бенционовны Молдаван (1872, Григориополь — ?), которая содержала шинок. Родители заключили брак в Кишинёве в 1891 году. В 1914 году семья перебралась через Атлантику и поселилась на Нижнем Истсайде Манхэттэна. После окончания средней школы Молдован поступил на вечернее отделение школы искусств Купер Юнион (Cooper Union School of Arts), в течение дня занимаясь различными подработками.
В начале 1920-х годов он получил американское гражданство и официально сменил имя с Sol Winestein на Саша Молдован, взяв себе собственное уменьшительное имя и девичью фамилию матери. В 1921 году Молдован поступил в Национальную академию искусств и дизайна в Нью-Йорке (National Academy of Arts and Design), а в следующем году впервые посетил Париж. 1924-м годом датируется первая сохранившаяся работа Молдована «Femme Au Verre de Vin» (Женщина с бокалом вина).
После окончания Национальной академии искусств и дизайна в 1925 году Молдован уехал в Париж, где провёл восемь последующих лет. В Париже он подружился с Хаимом Сутином, учился в частных художественных школах Académie Julian и Académie de la Grande Chaumière, открыл студию на Avenue Chatillon.
С 1927 года Молдован участвует в групповых выставках — в VIII Салоне Тюильри (VIII Salon de Tuilleries), Объединении независимых художников (Société des Artists Indépendants), галерее Возрождения (Galerie de la Renaissance), и в Осеннем салоне 1927 года (Salon d’Automne 1927). Первую персональную экспозицию Молдована организовал известный художественный критик Андре Салмон (Andre Salmon, 1881—1969) в 1929 году в галерее Carmine.
В 1933 году Саша Молдован вернулся в Нью-Йорк, где занимался мозаикой и росписью различных общественных учреждений, продолжил принимать участие в выставках, открыл студию в манхэттэнском районе Йорквилл, а позднее в городке Пикскилле (штат Нью-Йорк). В начале 1970-х годов он прекратил рисовать, был госпитализирован и провёл остаток жизни в лечебнице для душевнобольных.

## Галерея
- Галерея 1
- Галерея 2
- Le Bois (Лес) (недоступная ссылка)